# Lazar Gulkowitsch

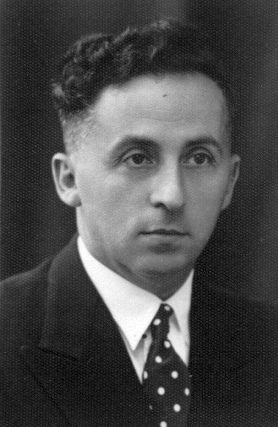
Bildnis zwischen 1920 und 1940

Lazar Gulkowitsch (geboren 20. Dezember 1898 in Zirin bei Nowogrudok, Russisches Kaiserreich; gestorben Juli 1941 in Tartu, Estnische Sozialistische Sowjetrepublik) war ein russisch-deutscher Judaist (Philologe), der von 1924 bis 1933 an der Universität Leipzig und von 1934 bis 1940 an der Universität Tartu lehrte. Er befasste sich vor allem mit dem Chassidismus, der Kabbala, der Geschichte des späten Judentums, der hebräischen Sprache und mit den jüdischen Philosophen Maimonides und Spinoza.

## Leben und Wirken

### 1898 bis 1932
Lazar Gulkowitsch wurde als Sohn eines jüdischen Kaufmanns geboren. Er besuchte die Schule in Baranowitschi, an der er auch in hebräischer Sprache und im Talmud unterrichtet wurde, und von 1911 bis 1915 die Talmudschule in Minsk, ehe er sich in der Abendklasse des russischen Gymnasiums auf das 1918 in Mykolajiw abgelegte Abitur vorbereitete.
Die Bolschewiki übernahmen in der Nacht vom 15. zum 16. November 1917 auch in Belarus die Macht. Am 18. Februar 1918 erfolgte die Besetzung von Minsk durch deutsche Truppen. Infolge des Versailler Vertrages musste sich die deutsche Armee aus Belarus zurückziehen und die Bolschewiki kehrten erneut nach Minsk zurück. Deshalb verließ Gulkowitsch seine Heimat, mit dem Ziel, in Deutschland ein Studium zu beginnen. Er änderte jedoch seinen ursprünglichen Plan und begab sich nach Virbalis in Litauen. Von dort aus knüpfte er Kontakte zur Universität in Königsberg, wo er noch im Sommer 1919 mit Erlaubnis der deutschen Regierung ein Studium in den Fachrichtungen Altes Testament, Philosophie und Medizin begann. Der Alttestamentler Max Löhr (1864–1931) war einer seiner Lehrer.
Lazar Gulkowitsch wurde  am 22. Oktober 1922 mit einer Arbeit über „Wesen und Entstehung der Kabbala“ zum Dr. phil. promoviert und setzte danach sein Medizinstudium fort, da er beabsichtigte, den Arztberuf zum Broterwerb auszuüben. Seine wissenschaftlichen Interessen galten jedoch philologischen Fragen und den geistesgeschichtlichen Grundlagen des Judentums. Das Medizinstudium schloss er nicht ab, obwohl er am 26. März 1924 seine medizinische Dissertation einreichte.
Denn zu diesem Zeitpunkt lag ihm schon ein Angebot des sächsischen Ministeriums für Volksbildung vor, als Lektor für späthebräische, jüdisch-aramäische und talmudische Wissenschaft an der Universität Leipzig zu arbeiten. Gulkowitsch nahm das Angebot an und erhielt infolge seiner Anstellung bereits im April 1924 die deutsche Staatsbürgerschaft. Diese rasche Einbürgerung war ungewöhnlich, da aus Osteuropa zugewanderte Juden oft viele Jahre auf das deutsche Bürgerrecht warten mussten.
Der Freistaat Sachsen wollte den in den 1920er Jahren erkennbaren kulturellen Gegensatz zwischen den zugewanderten Ostjuden, die zum Teil Anhänger des Chassidismus waren, und den ortsansässigen, überwiegend liberalen Juden entschärfen. Aus diesem Grund zeigte sich der Freistaat bereit, wissenschaftliche Untersuchungen zur jüdischen Religion an der Universität Leipzig zu fördern. Lazar Gulkowitsch begann an der Theologischen Fakultät zu lehren, wo er zuerst seinen Studenten die verschiedenen jüdischen Glaubensrichtungen vorstellte. Am 22. Juni 1925 beantragte er bei der Philosophischen Fakultät der Universität Leipzig, sich für späthebräische Religionsgeschichte zu habilitieren. Die Theologische Fakultät stimmte diesem Plan zu, die Philosophische Fakultät verweigerte aber ihre Zustimmung und schlug stattdessen eine Habilitation zum Thema „Wissenschaft des späten Judentums“ vor. Nach zustimmenden Gutachten des Theologen Hans Haas (1868–1934), aber auch nach Einwänden des Orientalisten August Fischer (1865–1949), bekam Gulkowitsch Ende 1926 seine Venia legendi für die Philosophische Fakultät.
Daraufhin begann Lazar Gulkowitsch am 24. Februar 1927 mit seiner Vorlesung über „Rationale und mystische Elemente in der jüdischen Religion“. In seinen Forschungen knüpfte er an Franz Delitzsch (1813–1890) an, dessen Wirken der Universität Leipzig den guten Ruf in alttestamentlicher und rabbinischer Forschungen begründet hatte. Die sächsische Regierung ernannte Gulkowitsch am 5. August 1932 zum nichtplanmäßigen außerordentlichen Professor für die Wissenschaft des späten Judentums an der Philosophischen Fakultät der Universität Leipzig und setzte damit die Lehre und Erforschung der nachbiblischen Religionsgeschichte auf eine philologische Grundlage.

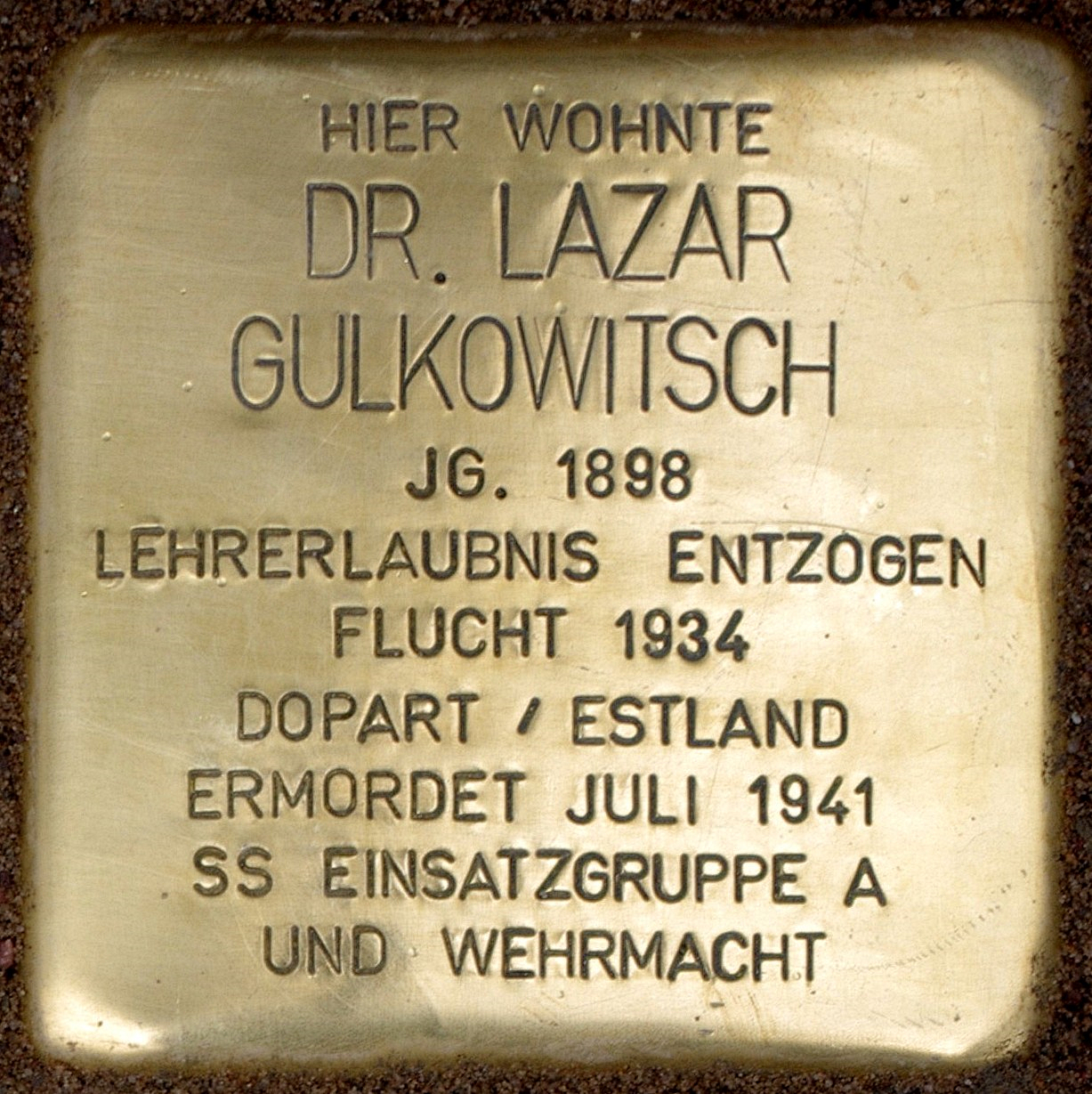
Stolperstein für Lazar Gulkowitsch in Leipzig

### 1933 bis 1941
Die Nationalsozialisten entzogen am 7. Oktober 1933 Gulkowitsch die Lehrerlaubnis. Am 14. Februar 1934 widerriefen sie dessen Einbürgerung. Dies vorausahnend, war Gulkowitsch mit seiner Ehefrau Frieda Rabinowitz, die er in Leipzig geheiratet hatte, bereits im Januar 1934 nach Estland ausgereist.
Der Leipziger Rabbiner Felix Goldmann (1882–1934) hatte Kontakte zur Universität Tartu (Dorpat) in Estland geknüpft, die am 24. Januar 1934 zur Berufung Gulkowitschs zum ordentlichen Professor durch den Rat der Philosophischen Fakultät der Universität Tartu führten. Die Bestätigung dieser Ernennung durch den estnischen Ministerpräsidenten Konstantin Päts (1874–1956) erfolgte zufällig am Tag der Ausbürgerung Gulkowitschs aus Deutschland.
Gulkowitsch erlebte in Tartu sechs fruchtbare Arbeitsjahre; er veröffentlichte in diesen Jahren die meisten seiner Schriften. Seine Vorlesungen hielt er in Deutsch. Denn seinem Wunsch gemäß hatte der estnische Bildungsminister an der Fakultät Deutsch als Unterrichtssprache zugelassen. Daraufhin erweiterte und internationalisierte sich der Kreis der Judaistik-Studenten; seine Hörer waren vor allem – aber nicht nur – aus Deutschland vertriebene Juden. Als Professor für jüdische Studien folgte er den methodischen Ansätzen Karl Lamprechts (1856–1915) und Simon Dubnows (1860–1941), die Sprache und Sprachentwicklung als Quelle zur Erforschung der Geschichte nutzten. Er untersuchte die Bildung abstrakter Begriffe in der hebräischen Sprachgeschichte und schloss daraus, dass Veränderungen auf der Wort- und auf der Begriffsebene zusammenhängen und dass die Entwicklung der Abstrakta aus der Alltagssprache erwächst. So wurde er zu einem – nach seinem Tode vergessenen – Wegbereiter der Begriffsgeschichte. Den aus Berlin vertriebenen, ebenfalls sprach- und begriffsgeschichtlich interessierten Slawisten Leopold Silberstein lud er 1936 zu Vorträgen an die Universität Tartu ein und vermittelte ihm dort ein Lektorat.
Gulkowitsch hielt anlässlich des 800. Geburtstages des jüdisch-arabischen Gelehrten Maimonides (1135–1204) einen Festvortrag, dem mehrere Gastvorträge im Ausland folgten, so 1938 in Schweden an der Universität Uppsala, 1939 in Großbritannien an der Universität Cambridge sowie in den USA. Nach der am 15. März 1939 erfolgten Annexion der Resttschechoslowakei bemühte sich Gulkowitsch sowohl in Großbritannien als auch in den USA um ein Visum für sich und seine Familie, jedoch vergebens. Da er keine Aufenthaltsgenehmigung erhielt, kehrte er Ende 1939 – trotz des vier Monate zuvor geschlossenen Hitler-Stalin-Pakts – zu seiner Frau und seinen zwei kleinen Töchtern nach Estland zurück.
Der Einmarsch der Roten Armee im Juni 1940 beendete die estnische Unabhängigkeit. Die Sowjets schlossen das Seminar für jüdische Studien, Lazar Gulkowitsch verlor seine Anstellung an der Universität. Als seine Ersparnisse aufgebraucht waren, bat der arbeitslose Gelehrte am 6. Januar 1941 den Rektor der Universität Tartu, seine Studien fortsetzen zu dürfen. Inwieweit die Universität Tartu Gulkowitsch in den folgenden Wochen unterstützt hatte, ist nicht gesichert. Seine Personalakte wurde am 30. April 1941 abgeschlossen.
Nach dem Überfall Hitlerdeutschlands auf die Sowjetunion rückte die Wehrmacht am 10. Juli 1941 in Tartu ein. Lazar Gulkowitsch und seine Familie wurden am 9. Juli 1941 von deutschen Verbänden ermordet.

## Ehrung
Am 29. Juni 2021 wurden in Leipzig-Lindenau, Demmeringstraße 58 drei Stolpersteine für die Familie Gulkowitsch verlegt.

## Veröffentlichungen (Auswahl)
- Der Hasidismus – religionsgeschichtlich untersucht, Verlag von Eduard Pfeifer, Leipzig 1927
- Die Bildung von Abstraktbegriffen in der hebräischen Sprachgeschichte, Verlag von Eduard Pfeiffer, Leipzig 1931, S. 5–132.
- Rationale und mystische Elemente in der jüdischen Lehre. In: Acta et commendationes universitatis Tartuensis, Reihe B: Humaniora, Bd. XXXVII.1, Tartu 1935, S. 1–24.
- Entwicklung des Begriffs Hàsìd im Alten Testament. In: Acta et commendationes universitatis Tartuensis, Reihe B: Humaniora, Bd. XXXII.4, Tartu 1934, S. 5–38.
- Das Wesen der maimonidischen Lehre. In: Acta et commendationes universitatis Tartuensis, Reihe B: Humaniora, Bd. XXXVII.2, Tartu 1935, S. 1–24.
- Die Bildung des Begriffes Hàsìd.  In: Acta et commendationes universitatis Tartuensis, Reihe B: Humaniora, Bd. XXXVII.2, Tartu 1935.6, S. 7–104.
- Zur Grundlegung einer begriffsgeschichtlichen Methode in der Sprachwissenschaft. In: Acta et commendationes universitatis Tartuensis, Bd. XLI.1, Tartu 1937, S. 1–234.
- Das Charisma des Gebets im Regen nach der Talmudischen Tradition. Ein Beitrag zur Erfassung des religiösen Volkslebens in der Zeit Jesu. In: Acta et commendationes universitatis Tartuensis, Reihe B: Humaniora, Bd. XLVI.4, Tartu 1939, S. 1–50.
- Das kulturhistorische Bild des Chassidismus. In: Acta et Commentationes Universitatis Tartuensis, Reihe B: Humaniora, Bd. XLIII.3, Tartu 1938.
- Die Grundgedanken des Chassidismus als Quelle seines Schicksals. Ein Beitrag zum Problem Idee und Leben. In: Acta et Commentationes Universitatis Tartuensis, Reihe B: XLII.1, Tartu 1938.
- Die Bildung des Begriffes Hàsìd II. In: Acta et Commentationes Universitatis Tartuensis, Reihe B: Humaniora, Bd. XLVI.5., Tartu 1940., S. 7–53.
- Der Chassidismus als kulturphilosophisches Problem. In: Acta et Commentationes Universitatis Tartuensis, Reihe B: Humaniora, Bd. XLVI.6, Tartu 1940, S. 7–118.
- Schriften zur begriffsgeschichtlichen Methode 1934–1940/41, hrsg. von Ernst Müller in Zusammenarbeit mit Annett Martini, Vandenhoeck & Ruprecht, Göttingen 2022, ISBN 978-3-666-31149-9.